# Brachyhypopomus bombilla
Espèce
Brachyhypopomus bombilla est une espèce de poissons de la famille des Hypopomidae.

## Distribution
Cette espèce est endémique d'Uruguay.

## Description
C'est un poisson électrique.

## Publication originale
- Loureiro & Silva, 2006 : A new species of Brachyhypopomus (Gymnotiformes, Hypopomidae) from northeast Uruguay. Copeia, vol. 2006, n. 4, p. 665-673.